# Matteo Bignetti
Matteo Bignetti (* 6. Mai 2004 in Bruck an der Mur) ist ein österreichischer Fußballtorwart.

## Karriere

### Verein
Bignetti begann seine Karriere beim Grazer AK. Im Jänner 2016 wechselte er in die Jugend des SK Sturm Graz, bei dem er ab der Saison 2018/19 auch in der Akademie spielte. Zur Saison 2020/21 wechselte er nach Deutschland in die Jugend von Eintracht Frankfurt, in der er bis 2023 zum Einsatz kam. Im April 2022 stand Bignetti erstmals im Kader der Bundesligaprofis von Frankfurt, kam aber für diese nie zum Einsatz. Zur Saison 2022/23 rückte er in den Kader der neu geschaffenen Zweitmannschaft der Eintracht. Für Eintracht II absolvierte er insgesamt 18 Spiele in der Hessenliga, mit dem Team wurde er Meister und stieg in die Regionalliga auf.
Zur Saison 2023/24 kehrte der Tormann zu Sturm Graz zurück, wo er einen bis 2026 laufenden Vertrag erhielt. Bei Sturm debütierte er aber zunächst für die Reserve in der 2. Liga, als er am ersten Spieltag jener Saison gegen den SKN St. Pölten im Tor stand.

### Nationalmannschaft
Bignetti spielte im Oktober 2018 erstmals für eine österreichische Jugendnationalauswahl. Im Oktober 2020 absolvierte er gegen Slowenien sein einziges Spiel im U-17-Team. Im September 2021 debütierte er gegen Deutschland für die U-18-Mannschaft. Sein Debüt für die U-19-Auswahl gab er im September 2022 gegen Litauen.
Im März 2025 wurde er von Peter Perchtold erstmals in die österreichische U-21-Nationalmannschaft geholt.

## Erfolge
- Österreichischer Meister: 2024,  2025
- Österreichischer Cupsieger: 2024